# Aim for the Moon
Aim for the Moon è un brano musicale del rapper statunitense Pop Smoke pubblicato il 3 luglio 2020 come seconda traccia dell'album postumo Shoot for the Stars, Aim for the Moon. Vede la partecipazione di Quavo.

## Descrizione
Il brano è stato scritto dai due artisti e dai produttori 808Melo, WondaGurl e 5ive Beatz, insieme a Sadiki Forbes, Daniel Deleyto e Tyrone Penman. Traccia drill, vede Pop Smoke e Quavo rappare sui loro successi.
Aim for the Moon ha ricevuto recensioni positive da parte della critica, debuttando alla trentaquattresima posizione della Billboard Hot 100 e alla ventisettesima della Billboard Canadian Hot 100.

## Sfondo
Steven Victor originariamente voleva che Aim for the Moon fosse l'introduzione di un mixtape di Pop Smoke, ma quest'ultimo rifiutò, dicendo che voleva fare della canzone l'intro dell'album. Victor ha ricordato come tutti sapessero che la canzone sarebbe stata la prima traccia di Shoot for the Stars, Aim for the Moon. Erano in uno studio con Travis Scott e stavano lavorando su Gatti e un paio di altre canzoni. Victor ha anche affermato che il brano originariamente doveva essere incluso nell'album di Scott.
Quavo ha spiegato che era in uno studio di registrazione a Los Angeles a lavorare su Snitching, quando Pop Smoke è arrivato e gli ha fatto ascoltare Aim for the Moon. Ha affermato che Pop Smoke aveva creato la canzone in circa 30 minuti. 5ive Beatz ha detto che si trovava anche lui a Los Angeles in quel momento, quando Travis Scott ha chiamato la sua amica e produttrice WondaGurl. WondaGurl ha commentato che Pop Smoke ha apprezzato molto i suoi ritmi e le ha chiesto di volare in un resort alle Bahamas per lavorare con lei. Finirono tutti per stare in stanze diverse, ma andarono nello studio principale dove stava registrando Pop Smoke. WondaGurl ha mostrato il ritmo che ha fatto a Pop Smoke, che ha finito per registrarlo. In seguito, 808Melo ha preso il suono del ritmo e ha continuato a lavorarci. WondaGurl ha dichiarato di essere molto grata di aver preso parte alla creazione della canzone ed è stata grata di avere potuto lavorare con Pop Smoke.
La canzone è stata scritta da Pop Smoke e Quavo, con Andre Loblack, Ebony Oshunrinde, Dez Wright, Tyy Beats, Dylan Cleary-Krell, Sadiki Forbes, Tyrone Penman e Daniel Deleyto. È stato prodotto da 808Melo e WondaGurl e co-prodotto da Dez Wright, Tyy Beats e Dani. Il missaggio è stato gestito da Jess Jackson, mentre Rose Adams, Sage Skofield e Sean Solymar sono stati accreditati come assistenti mixer. WondaGurl, Forbes, Penman, Deleyto e Cleary-Krell hanno gestito la programmazione del brano. Barrington Hall, Nate Alford, Corey Nutile sono stati accreditati come ingegneri di registrazione della canzone, mentre quest'ultimo si è occupato della registrazione della canzone. Il 3 luglio 2020, Aim for the Moon è stato pubblicato come seconda traccia dell'album di debutto postumo di Pop Smoke in studio Shoot for the Stars, Aim for the Moon.

## Accoglienza critica
Aim for the Moon è stato accolto con recensioni generalmente positive da parte dei critici musicali, molti dei quali hanno lodato la produzione.
Scrivendo per Vulture, Craig Jenkins ha etichettato la canzone come "cupa" e ha detto che è un "taglio presagio".  Gary Suarez di Entertainment Weekly ha descritto la canzone come un "appagamento ambizioso". David Crone di AllMusic ha detto che la canzone è una delle migliori tracce dell'album. Nella sua recensione per Clash, Mike Milenko ha commentato che Pop Smoke e Quavo hanno lavorato bene insieme, che la loro intesa era "sbalorditiva" e che la combinazione dei rapper "funziona alla grande". Alphonse Pierre di Pitchfork ha descritto Aim for the Moon come un "vuoto ricostruito Astroworld". David Arron Blake di HipHopDX ha affermato che Quavo "categoricamente" non è riuscito a tenere il passo con Pop Smoke "in modo creativo e sonoro", affermando che era costantemente in ritardo rispetto al ritmo e ha pronunciato versi "sciatti" e "sottoscritti". Ha continuato, dicendo che gli adlib di Quavo "minano attivamente e distraggono dalla costruzione del mondo sonoro che rende la musica di Pop Smoke così accattivante".

## Video musicale
Il video musicale di Aim for the Moon è stato diretto da Oliver Cannon ed è stato distribuito il 26 ottobre 2020. La grafica rende omaggio al video del singolo del 1997 di The Notorious B.I.G. Sky's the Limit. Nel video si vedono Pop Smoke e Quavo da bambini. I due attori mostrano il loro sontuoso stile di vita all'interno di una villa, viaggiano insieme in una Rolls Royce con un vanity plate, bevono champagne in una piscina, indossano collane d'oro, mangiano hamburger serviti da un maggiordomo su un piatto d'argento e buttano in aria banconote da cento dollari.

## Esibizioni dal vivo
Quavo ha eseguito Shake the Room e Aim for the Moon dal vivo ai BET Hip Hop Awards 2020. Il rapper ha eseguito il brano in una stanza bianca in stile futuristico, poiché sui cartelloni video fuori dalla finestra della stanza venivano visualizzati i versi e i ritornelli di Pop Smoke. Quavo indossava una giacca di jeans con "Shoot for the Stars" sul davanti e "Aim for the Moon" sul retro durante l'esibizione.

## Crediti
- Pop Smoke - voce, testi
- Quavo - voce aggiuntiva, testi
- 808Melo  - produzione, programmazione, testi
- WondaGurl  - produzione, programmazione, testi
- Dez Wright - co-produzione, programmazione, testi
- Tyy Beats - co-produzione, programmazione, testi
- Dani - co-produzione, testi, programmazione
- 5ive Beatz - testi, programmazione
- Jess Jackson  - missaggio
- Corey Nutile - ingegnere del suono
- Barrington Hall - ingegnere del suono
- Nate Alford - ingegnere del suono
- Sean Solymar - assistente mixer
- Rose Adams - assistente mixer
- Sage Skofield - assistente mixer

## Classifiche
| Classifica (2020)         | Posizione massima |
| ------------------------- | ----------------- |
| Australia                 | 65                |
| Canada                    | 27                |
| Francia                   | 58                |
| Stati Uniti               | 34                |
| Stati Uniti (R&B/Hip-Hop) | 16                |